# Mario Almondo
Mario Almondo (17 de septiembre de 1964), de origen italiano, es un exdirector técnico de Scuderia Ferrari.

## Carrera
Almondo estudio ingeniería y gestión industrial en el Politecnico di Milano. Después de un breve período como conferenciante, en el servicio militar y en la industria italiana, se unió al equipo Ferrari en 1991 como ingeniero. Después de trabajar en las divisiones de Ferrari tanto de competición como de calle, fue ascendido para convertirse en director industrial de las operaciones de F1 en 1995.
Siguiendo la decisión de Ross Brawn de dejar Ferrari en octubre de 2006, Almondo asumió su papel de director técnico.